# Macrocyclops distinctus
Macrocyclops distinctus är en kräftdjursart som först beskrevs av Richard 1887.  Macrocyclops distinctus ingår i släktet Macrocyclops och familjen Cyclopidae. Arten är reproducerande i Sverige. Inga underarter finns listade i Catalogue of Life.